# Temple du Cheval blanc
Pour les articles homonymes, voir Cheval blanc.
Le temple du Cheval blanc (chinois simplifié : 白马寺 ; chinois traditionnel : 白馬寺 ; pinyin : Báimǎ Sì) de Luoyang, province du Henan, en république populaire de Chine, est un complexe monastique bouddhique situé dans la banlieue est de la ville moderne, à l’emplacement où, selon la tradition, s’arrêta en 67 ap. J.-C. le cheval portant depuis l’actuel Afghanistan les premiers soutras. Les constructions et objets qu’il renferme datent essentiellement de la période allant des Jin au milieu des Qing (XIIe – XVIIIe siècles) et comprennent en particulier un ensemble de statues de laque de l’époque Yuan (1271-1368). Il fait partie depuis 1961 du patrimoine culturel protégé.
D’autres temples portèrent ou portent encore le même nom. Certains font directement référence au Baimasi de Luoyang, d’autres ont pu être nommés indépendamment.

## Histoire

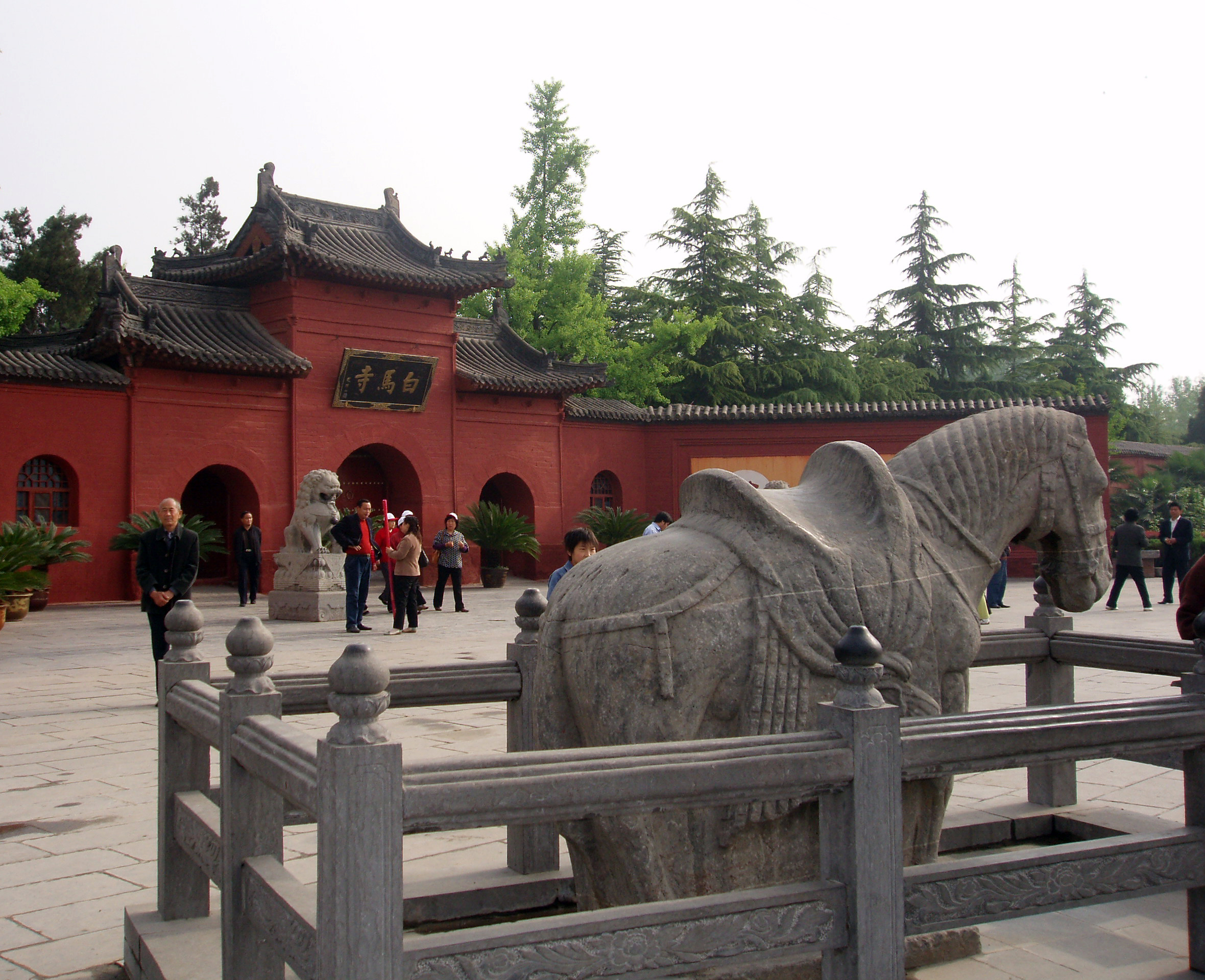
Ce cheval à l’entrée rappelle la légende du temple

Selon le Livre des Han postérieurs, c’est en 64 que l’empereur Mingdi de la dynastie Han vit en rêve un être auréolé de lumière arriver par les airs depuis l’ouest. Le ministre Zhong Hu ayant proposé qu’il s’agissait d'un dieu appelé Bouddha, l’empereur aurait envoyé vers l’Inde à la recherche de son effigie une délégation de dix-huit personnes menées par Cai Yin (蔡愔), Qin Jing (秦景) et Wang Zun (王遵). Il semble qu’ils se soient arrêtés dans l'actuel Afghanistan (alors dans l'Empire kouchan), chez les Yuezhi, d’où ils revinrent en 67 en compagnie des moines indiens Kasyapamatanga et Dharmavanya (ou Dharmaraksa). Ils apportaient des effigies du Bouddha et le Sūtra en quarante-deux articles, premiers textes bouddhiques parvenus en Chine selon la tradition.
En 68, les moines furent logés sur ordre de l’empereur dans les locaux administratifs - sens originel du terme si - Honglu (鴻臚寺) où étaient accueillis les religieux étrangers, qui devinrent ainsi le premier établissement bouddhiste de Chine. Le lieu est mentionné pour la première fois sous le nom de cheval blanc dans les écrits de Zhu Fahu (zh) (竺法护 / 竺法護) des Jin occidentaux. Yang Xuanzhi (楊衒之) des Wei du Nord le situe au sud de l’avenue impériale de Luoyang, à trois lis de la porte Xiyang ou Xiyong (西陽門 / 西雍門), et relate la légende de son nom : l’emplacement du temple aurait été décidé par le cheval qui accompagnait les moines, qui s’arrêta net peu avant la capitale, refusant d’aller plus avant ; les chevaux blancs sont dans la tradition bouddhique le moyen de transport des soutras et des objets religieux.
Le Baimasi servit de centre pour la diffusion du bouddhisme et les traductions, dont le premier vinaya traduit par Dharmakala (曇柯迦羅) et le Sutra de la lumière dorée traduit par le Koutchéen Tanwuchen (曇無讖) en 258. Il était l’un des temples les plus fréquentés sous les Wei du Nord. Sous les Tang, l’impératrice Wu Zetian nomma son favori Xue Huaiyi (薛怀义) à sa tête et le fit agrandir en 685. Il fut encore une fois agrandi en 1555 sous les Ming, puis restauré en 1713 sous les Qing. Délaissé au début de la République, il fut inscrit en 1961 sur la première liste de patrimoine culturel protégé de la république populaire de Chine. Après la révolution culturelle, il fut restauré en 1972 pour accueillir le prince cambodgien Sihanouk alors en exil. En 1983, il fut reconnu comme l’un des plus importants vestiges bouddhiques du pays et rendu à sa fonction religieuse, complétée d’une fonction touristique.

## Le domaine
Le domaine du temple, accessible depuis la gare de Luoyang par la ligne de bus 56, s’étend sur près de 4 hectares. L’ensemble, qui selon l’idéal du fengshui s’appuie au nord contre une colline et fait face au sud en direction de la rivière Luo, est composé de constructions alignées selon un axe nord-sud et d’annexes disposées de façon généralement symétrique.

### Bâtiments principaux du sud au nord
- Le portique d’entrée à trois ouvertures porte les caractères Baimasi tracés par le premier président de l’Association patriotique bouddhiste, Zhao Puchu (趙樸初) (1907-2000). Les chevaux en pierre qui accueillent depuis 1935 les visiteurs en avant du portique proviennent de la tombe du maréchal Wei Xianxin (魏咸信) des Song du Nord.
- Après le portique se trouvent les tombes des deux moines Kasyapamatanga (à l’est) et Dharmavanya (à l’ouest), ornées de stèles de l’époque Ming (1634) et flanquées des annexes traditionnelles des temples bouddhistes, les bâtiments de la Cloche et du Tambour.
- Le pavillon des Rois célestes (天王殿) provient de la transformation sous les Ming du portique d’origine. Il abrite une effigie du bouddha Maitreya accompagné de quatre rois-gardiens et du général-gardien Weituo.
- Le pavillon du Grand Bouddha (大佛殿), bâtiment principal, date des Ming (~1555). Une partie de ses murs reprend les techniques de maçonnerie de l’époque Han. Il abrite les effigies du bouddha Shakyamuni, des bodhisattvas Manjusri et Samantabhadra, ainsi que des disciples du Bouddha Ananda et Mahakashyapa. À l’arrière se trouve une effigie d’Avalokiteshvara. À l’angle sud-est se trouve une cloche de 2,5 tonnes datant de 1555, dont le son était l'une des « huit célébrités de Luoyang ». Elle résonne encore chaque année pour le premier janvier.
- Le pavillon Mahavira (大雄殿), le plus grand, était le bâtiment principal sous les Tang. Reconstruit à partir des Yuan, il abrite les statues les plus renommées du lieu : les Bouddhas des trois mondes (Shakyamuni, Bhaisajyaguru et Amitabha), ainsi que deux généraux-gardiens et un groupe des dix-huit luohans. Ces œuvres en laque du musée du Palais de Pékin datant de la dynastie Yuan ont été installées au Baimasi en 1972. On peut aussi voir dans le pavillon 5056 niches abritant chacune une miniature de bouddha.
- Le pavillon de Guidance [vers le paradis de la terre pure] (接引殿), victime d’un incendie à l’ère Tongzhi puis reconstruit à l’ère Guangxu, abrite les effigies du bouddha Amitabha accompagné des bodhisattvas Avalokiteshvara et Mahasthamaprapta.
- La terrasse de la Claire Fraîcheur (清涼台), de 6 mètres de haut pour une surface de 42,8 m x 32,4 m, daterait en partie des Han. Elle supporte le pavillon Vairocana (毗卢阁) qui abrite les effigies des Trois saints de Huayan : le bouddha Vairocana accompagné des bodhisattvas Manjusri et Samantabhadra. L’ensemble comprend des annexes : bassin, statues des deux moines fondateurs, une petite bibliothèque, une 'sacristie' et un bâtiment abritant un Bouddha de Thaïlande offert par des organisations religieuses thaïlandaises et des donateurs privés, ainsi qu’un Bouddha offert par le gouvernement indien.

### Autres éléments
- Les principales annexes de l’ensemble sont, du côté est, les bâtiments réservés aux moines et aux hôtes du temple ainsi que les halls de l’Abstinence et des Prières ; du côté ouest, les halls des Fondateurs, de la Méditation et du Prêche.
- À quelque 250 m du temple se trouve la pagode de Qiyun (齐云塔) (25 m, 13 étages). Construite en bois entre la fin des Tang et les Cinq dynasties (début du Xe siècle), elle fut incendiée lors des guerres de la fin des Song (début du XIIe siècle) puis reconstruite en brique en 1175 sous les Jin.
- Le domaine du temple renferme une quarantaine de stèles portant des textes d’auteurs de différentes époques commémorant le temple et ses événements. La plus célèbre est celle portant un texte du calligraphe Zhao Mengfu de la dynastie Yuan (1333).

## Festival de la pivoine
Le festival de la pivoine (mudan Huahui) est un festival de fleurs important qui se tient chaque année à Luoyang du 10 au 15 avril et qui attire les foules dans la ville et le Temple du Cheval Blanc. La légende liée à ce festival est que la fleur de pivoine n'a pas suivi les ordres de l'impératrice Wu de la dynastie des Tang de fleurir en hiver et elle est devenue furieuse parce qu'elle n'avait pas obéi à ses ordres. En conséquence, elle lui a ordonné d'être bannie de Xi'an jusqu'à Luoyang. C'est cet exil qui est célébré à l'occasion du Festival de la pivoine à Luoyang.